# Stephen Ameyu Martin Mulla
Stephen Ameyu Mulla, né le 10 janvier 1964 à Ido, Équatoria-Oriental au Soudan du Sud, est un prélat sud-soudanais, archevêque de Djouba, la capitale sud-soudanaise, depuis le 12 décembre 2019. Il est créé cardinal par le pape François le 30 septembre 2023 et reçoit à cette occasion le titre de cardinal-prêtre de Santa Gemma Galgani.

## Biographie
Stephen Ameyu Mulla est consacré le 3 mars 2019 par Paulino Lukudu Loro avec comme co-consécrateurs Michael Didi Adgum Mangoria (de) et Erkolano Lodu Tombe (de). 